# Cryptarrhena
Cryptarrhena é um género botânico pertencente à família das orquídeas (Orchidaceae). Foi proposto por Richard Brown, em Botanical Register; 2: t. 153, em 1816. A espécie tipo é a Cryptarrhena lunata R.Br.. O nome do gênero vem do grego kryptos, oculto, e rhenos, estame. Referência às suas flores de antera recoberta.

## Distribuição
Agrupa duas ou três espécies epífitas, de crescimento cespitoso dispersas por ampla área desde o sul do México e Caribe até a Amazônia, nas florestas tropicais quentes, de baixa altitude, algumas existindo também na Mata Atlântica do litoral do estado de São Paulo. Isto prova que existem ou existiram verdadeiras vias de migração das orquídeas formadas pelas matas ciliares dos rios e algumas serras.
São plantas de pequeno porte, com pseudobulbos rudimentares e folhas dispostas em leque, herbáceas, oblongo-lanceoladas. Inflorescência longa, multiflora, arqueada, a partir da axila das folhas, com flores simultâneas.
As flores são muito pequemas, com menos de um centímetro, possuem sépala dorsal elíptica; as laterais um pouco maiores e com ápice agudo; pétalas mais largas e mais curtas que a sépala dorsal, obovais, com margem levemente denteada e labelo longamente unguiculado, trilobado, com lobos laterais eretos e terminal com ápice bipartido em forma de âncora. A cor das flores é esverdeada com labelo amarelo.

## Filogenia
A exata classificação de Cryptarrhena dentre os gênero de orquídeas tem permancido incerta. Antigamente eram consideradas parentes de Notylia, entretanto estudos recentes parecem indicar sua proximidade ao gêneros da tribo Maxillarieae.